# Francisco Leyva Arciniegas
General Francisco Leyva fue un militar mexicano que participó en la Revolución mexicana. Nació en Jilotepec, Estado de México, en 1836. Fue un militar que combatió en la Guerra de Reforma y en la Segunda Intervención Francesa en México. Ocupó el cargo de primer gobernador del estado de Morelos a partir de 1869; promulgó la primera Constitución del estado de Morelos, en 1870 y la segunda, en 1871; fue reelecto en 1873 y gobernó hasta 1875, debido al triunfo de Porfirio Díaz con el Plan de Tuxtepec no volvió al gobierno del estado. Fundó el Instituto Literario, el Jardín Botánico y el Teatro Alarcón en Cuernavaca. Al cundir la Revolución mexicana fue gobernador interino del 8 de mayo a junio de 1911. Murió de gastroenteritis en 15 de junio de 1912 en Cuernavaca, Morelos.